# Ochotona huangensis
Ochotona huangensis és una espècie de mamífer de la família de les piques (Ochotonidae). És endèmica de la Xina.